# حمله به لنینگراد
حمله به لنینگراد یا لنینگراد (به انگلیسی: Attack on Leningrad) یک فیلم جنگی تولید شده در سال ۲۰۰۹ است که به نویسندگی و کارگردانی الکساندر بوراوسکی ساخته شده‌است. فیلم در دورهٔ محاصره لنینگراد رخ می‌دهد.

## خلاصه داستان
در سال ۱۹۴۱ آلمان نازی به اتحاد جماهیر شوروی حمله کرد و نیروهایش شهر لنینگراد را محاصره کردند. گروهی از روزنامه نگاران خارجی در مدت یک روز به آنجا می‌آیند، اما فرض بر این است که یکی از آنها کیت دیویس (میرا سوروینو) مرده‌است و پرواز را از دست می‌دهد. نینا تسوتکووا (اولگا سوتولووا) افسر پلیس جوان و آرمانگرای تنها در شهر به او کمک می‌کند و با هم برای زنده ماندن خود و دیگران می‌جنگند.